# Mera (Vrancea)
Pour les articles homonymes, voir Mera.
Mera est une commune du județ de Vrancea en Roumanie.